# Sofia Beggin
Sofia Beggin (Abano Terme, província de Pàdua, 12 d'octubre de 1997) és una ciclista italiana. Professional des del 2016, actualment milita a l'equip Astana Women's Team.

## Palmarès
- 2014
  - 1a als Jocs Olímpics de la Joventut en la classificació per equips (amb Chiara Teocchi)
- 2015
  -  Campiona d'Itàlia júnior en ruta